# Nano-JASMINE
Nano-JASMINE（ナノ・ジャスミン、Japan Astrometry Satellite Mission for INfrared Exploration）とは、日本の国立天文台が開発していた人工衛星である。重量35kgの超小型衛星で、太陽同期軌道から恒星の天球上での位置を測定することを目的とする。
2010年にフライトモデルは完成し2011年8月に打ち上げる計画であったが、情勢悪化等でロケット側の都合がつかなくなり、代替ロケットを模索していたが2023年までに打ち上げを断念した。

## 概要
Nano-JASMINE は日本で最初の位置天文衛星を目指した衛星であり、大気の影響を受けない宇宙空間から恒星の位置を高い精度で測定し、恒星までの距離（年周視差に基づく）や固有運動を明らかにすることを目的としていた。
順調に打ち上げられれば1989年に欧州宇宙機関が打ち上げたヒッパルコス衛星に続く世界2番目の位置天文衛星となる予定であったが、2013年12月に欧州宇宙機関がヒッパルコス衛星の後継機であるガイア衛星を打ち上げたため、この時点では世界で3番目の位置天文衛星となる見込みであった。日本で計画されているJASMINEシリーズの最初の一機と位置づけられており、将来的に打ち上げが予定されているより大型の「小型JASMINE」や「JASMINE」に向けて技術の検証を行うことが目標の1つとなっていた。
衛星本体はミッション部を国立天文台JASMINE検討室と京都大学理学部、バス部と地上局を東京大学中須賀研究室が担当して共同で開発され、費用はおよそ1億円である。

## 計画

### 目的
Nano-JASMINE は日本の位置天文衛星の技術検証としての位置づけとともに、科学的成果も期待されていた。小型衛星であるため欧州宇宙機関のガイア衛星に比べて観測精度はかなり劣るが、ガイア衛星では観測困難な明るい星でも観測可能であるため、貴重な観測データが得られると期待されており、最終的にはガイア衛星のデータとNano-JASMINEのデータをまとめた統合カタログを作成することになっていた。
Nano-JASMINEは重量35kgの小型衛星だが、重量1400kgのヒッパルコスと同程度の観測精度を持っている。ヒッパルコスが観測した恒星の位置情報は、恒星の固有運動のため次第に不正確になりつつある。Nano-JASMINEはこれを再び精確なものに更新することが期待されていた。また、ヒッパルコスのデータと組み合わせると、従来より一桁高い精度で恒星の運動を決定できると考えられていた。

### 設計

#### 本体
衛星は一辺50cmの立方体で、35kgの質量がある。
- スピン周期：地球周回周期に同期させ約100分[3]
- 通信[6]
  - 通信周波数帯：Sバンド
  - アップリンク：1kbps
  - ダウンリンク：100kbps、10kbps（セーフモード）
  - アンテナ：バックファイヤヘリカル式、主（地球指向）・副2基

Nano-JASMINE には超小型衛星としては高い姿勢制御・温度制御の精度が要求される。

#### 望遠鏡
- 光学系
  - 主鏡口径：5.3cm
  - 焦点距離：1.67m
  - 視野角：0.5°×0.56°
  - ビーム混合鏡による2視野同時観測、相対角99.5°
  - 全アルミ合金製、表面に金とクロム蒸着
- 検出器：完全空乏裏面照射型CCD[8]
  - 解像度：1024×1152px[9]
  - 時間遅れ積分 (TDI) 方式
  - 観測波長：zwバンド（0.6μm - 1.0μm）[3]
  - 観測等級：9等級より明るい星
  - 精度：3ミリ秒角（7.5等級より明るい星）
  - 発生データレート：2Mbps
- モジュール寸法：12×12×17cm
- 質量：1.7kg

99.5度離れた2つの開口部から2方向を同時に観測する方法はヒッパルコス衛星（相対角約60°）やガイア衛星（相対角約106°）でも採用されている方法である。地上からの可視時間が5%程度であることからダウンリンク時には星像を中心に5×9px程度がオンボードでクロップされる。

### 運用
地上局は以下の通り。ダウンリンクには国立天文台水沢VLBI観測所にある電波天文用のアンテナを使用し、天文観測の合間に1回20分程度の通信を朝と夕方に1日数回運用する予定だった。
- 東京大学 3mアンテナ：コマンドのアップリンク・テレメトリのダウンリンク
- 国立天文台 水沢VLBI観測所10mアンテナ：データのダウンリンク
- スウェーデン宇宙公社 キルナ局：ダウンリンク（初期運用時のみ）

## 打ち上げ計画の変遷
当初は2011年8月にブラジルのアルカンタラ射場からウクライナ製のツィクロン（サイクロン）-4ロケットで打ち上げられる予定だったがロケット側と射場側の財政問題でスケジュール延期が続いていた。この打ち上げは新型ロケットの試験飛行を兼ねるため、無料で提供されることとなっていた。2014年5月の情報では、打ち上げは2015年第二四半期となっていたが、ウクライナ情勢の影響を受けさらに不透明さが増していた。衛星は2010年には組み立てが完了したが、東京大学で保管された状態のままであった。
2015年に入りガイア衛星の研究チームが本ミッションへの支援を申し出、欧州宇宙機関が無償で打ち上げを行うことになった。2018年12月時点で打ち上げは2022年とされていた。
しかし、衛星の製造から年月が経過し、劣化が進んだことや、小型JASMINEの開発に注力することから打ち上げは断念された。フライトモデル実機が地上局となる予定だった国立天文台水沢VLBI観測所の敷地内にある奥州宇宙遊学館に寄贈され常設展示品となり、エンジニアリングモデルが岐阜かかみがはら航空宇宙博物館にて展示されている。